# Кура (полигон)
Ракетный полигон Кура́ — испытательный полигон Космических войск ВКС России. Расположен на полуострове Камчатка, в районе посёлка Ключи (военный городок Ключи-20), в 500 км севернее Петропавловска-Камчатского, в болотистой безлюдной местности на реке Озёрная. Основное предназначение — приём головных частей баллистических ракет после испытательных и тренировочных запусков, контроль параметров входа головных частей в атмосферу и оценки точности их попадания.
Полигон был создан 29 апреля 1955 года и первоначально получил кодовое название «Кама». Была образована Отдельная научно-испытательная станция (ОНИС), сформированная на базе НИИ № 4 в посёлке Болшево Московской области. Обустройство полигона начато 1 июня 1955 года силами приданного ему отдельного радиолокационного батальона. В короткие сроки был построен военный городок Ключи-1, сеть дорог, аэродром и ряд специальных сооружений.
По состоянию на 2022 год полигон продолжает функционировать, оставаясь одним из наиболее закрытых объектов РВСН. На полигоне дислоцированы: войсковая часть 25522 (43-я Отдельная научно-испытательная станция), войсковая часть 73990 (14-й отдельный измерительный комплекс, 101-я отдельная инженерно-испытательная часть), войсковая часть 25923 (военный госпиталь), войсковая часть 32106 (авиационная комендатура), войсковая часть 13641 (отдельная смешанная авиационная эскадрилья). Службу на полигоне проходит более тысячи офицеров, прапорщиков, контрактников и около 240 солдат срочной службы.
Для наблюдения за полигоном США содержат постоянную станцию наблюдения «Eareckson Air Station» (бывшая авиабаза Шемья) в 935 километрах от полигона, на острове Шемья. База оснащена самолётами и радарами, предназначенными для наблюдения за точностью попадания ракет на полигоне. Один из этих радаров, «Cobra Dane», был создан в 1977 году специально для этих целей.
1 июня 2010 года полигон выведен из состава ракетных войск стратегического назначения и включен в структуру космических войск; является структурным подразделением космодрома Плесецк в качестве отдельной научной исследовательской станции.

## «Принятие» ракет

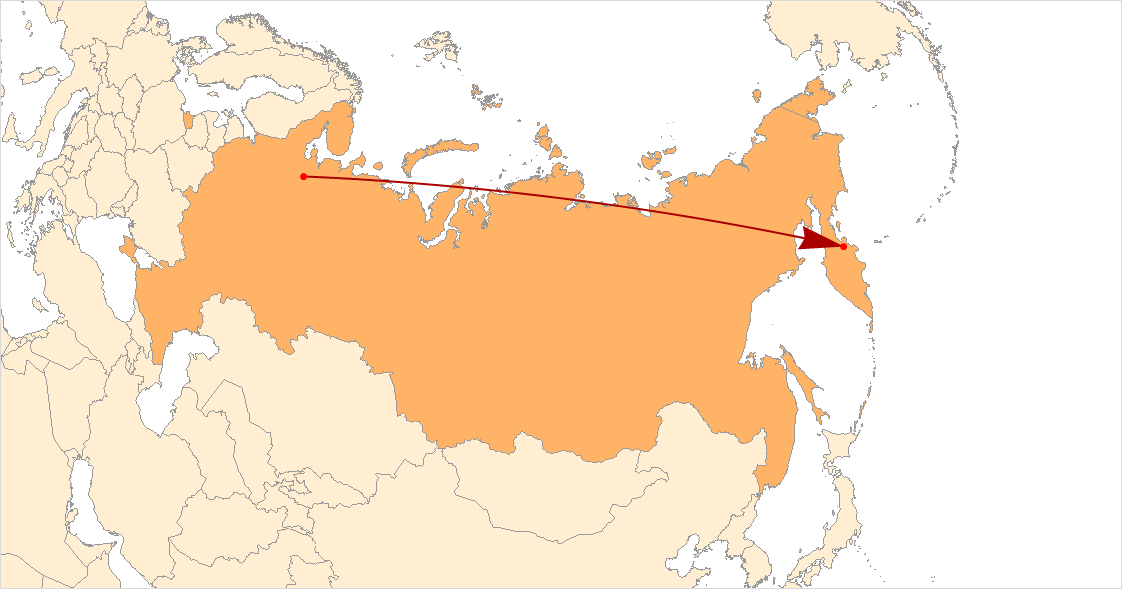
Траектория полёта ракеты из Плесецка на полигон Кура (5700 км)

Первая головная часть баллистической ракеты достигла воздушного пространства над районом ракетного полигона 21 августа 1957 года по Московскому времени (в начале суток 22 августа по местному времени). Ей стала МБР Р-7. Некоторое время после запуска не удавалось обнаружить никакие следы падения фрагментов головной части.
Из воспоминаний о том испытательном пуске Бориса Чертока, заместителя С. П. Королёва:

Оставшиеся (Воскресенский, Мишин, Юрасов, Калашников и Охапкин) рассказали [в период болезни Чертока, на который пришёлся запуск], что в этом победном пуске головную часть на Камчатке не нашли. Никаких следов падения, как ни искали, не обнаружили. По всем признакам, головка сгорела и рассыпалась в плотных слоях [атмосферы], совсем близко от Земли. Телеметрическая связь была потеряна за 15-20 секунд до расчётного времени достижения поверхности Земли.
…
[Со слов Игоря Юрасова] сразу после отделения головной части зафиксировано её соударение с корпусом центрального блока. — Борис Черток, «Ракеты и люди. Фили—Подлипки—Тюратам», Глава 3.
Из воспоминаний Леонида Слабкого:

Анализ упавших элементов конструкции головной части позволил установить, что разрушение началось с наконечника головной части, и одновременно уточнить величины уноса её теплозащитного покрытия. Это позволило доработать документацию на головную часть, уточнить компоновку, конструкторские и прочностные расчёты и изготовить её в кратчайшие сроки для очередного пуска. — В. Е. Гудилин, Л. И. Слабкий, «Ракетно-космические системы (История. Развитие. Перспективы)», Глава 2.
По полигону за время его существования было проведено более 2600 пусков ракет, от самых первых советских до современных Тополь-М, Булава и Сармат. Всего полигон принял более 5600 головных блоков.

## Командиры
- Инженер-полковник Козлов, Борис Фёдорович — (02.07.1955 — 24.12.1955).
- Инженер-полковник Павленко, Иван Кондратьевич — (24.12.1955 — 12.06.1959).
- Полковник Карчевский, Николай Николаевич — (26.02.1959 — 14.06.1972).
- Полковник Зотов, Виктор Константинович — (01.07.1972 — 20.05.1975).
- Полковник Дерягин, Владимир Дмитриевич — (20.05.1975 — 16.07.1975).
- Генерал-майор Соловей, Михаил Прокофьевич — (28.07.1975 — 21.07.1980).
- Генерал-майор Чернышов, Василий Григорьевич — (21.07.1980 — 08.03.1981).
- Генерал-майор Рыбалко, Пётр Петрович — (23.03.1982 — 17.08.1982).
- Генерал-майор Зварич, Юрий Всеволодович — (17.08.1982 — 05.06.1987).
- Генерал-майор Базылюк, Жан Иосифович — (24.06.1987 — 05.04.1991).
- Генерал-майор Вахрушев, Леонид Петрович — (10.04.1991 — 17.05.1994).
- Полковник Катович, Геннадий Леонидович — (17.05.1994 — 12.10.1999).
- Полковник Терехов, Пётр Александрович — (22.10.1999 — 15.10.2005).
- Генерал-майор Баранов, Александр Аркадьевич — (26.10.2005 — 29.06.2009)